# Дзета Рака
Дзета Рака (ζ Cnc / ζ Cancri) — кратная звезда в зодиакальном созвездии Рак, состоящая из пяти гравитационно связанных компонент. Звезда традиционно носит название Тегмен, которое может использоваться как для обозначения всей системы звёзд, так и для обозначения её наиболее ярких компонент.
Система Тегмена имеет общую видимую звездную величину 4,67m и видна невооруженным глазом, находится на расстоянии 83 св.лет от Солнца.

## Названия звезд системы
Потому как с точки зрения стороннего наблюдателя, система кратной звезды состоит из двойной и тройной звёзд большой яркости на удалении друг от друга, она имеет два обозначения Байера ζ1 Cnc  и ζ2 Cnc. Традиционное название звезды «Тегмен» происходит от латинского термина Tegmen, который в анатомии членистоногих применяется для обозначения различных видов передних надкрылок насекомых, а в случае подтипа ракообразных может обозначать панцирь (лат. Tegmentum). В зависимости от контекста, название Тегмен может быть использовано применительно ко всей системе звёзд, либо к более яркой паре ζ1 Cnc, либо к компоненте ζ1 Cnc A. В 2016 году рабочая группа WGSN МАС приняла решение о соответствии имен в кратных системах, в рамках которого название Тегмен относится к наиболее яркой звезде в системе, то есть к ζ1 Cnc A
Буквенное обозначение компонент с единым удобным обозначением для всей звездной системы было введено МАС в 2003 году и использует схему, которая отталкивается от уровня их иерархии в системе. В рамках этой схемы обозначений, система Тегмена состоит из двух звёзд ζ Cnc A, ζ Cnc B и одной тройной звезды ζ Cnc C. Система ζ Cnc C, в свою очередь, состоит из одной звезды ζ Cnc Ca и двойной звезды ζ Cnc Cb. Для компонент системы третьего уровня иерархии используются цифровые обозначения ζ Cnc Cb1 и ζ Cnc Cb2

## История исследований системы
Для невооруженного глаза Тегмен является одиночной звездой. Иоганн Т. Майер в 1756 году первым обнаружил, что она является двойным источником света или визуально-двойной звездой. Уильям Гершель в 1781 году разрешил две составляющие ζ1 Cnc, обнаружив компоненты ζ Cnc A и ζ Cnc B. В 1831 году Джон Гершель заметил возмущения элементов орбиты ζ2 Cnc при её движении вокруг центральной пары звёзд. В результате этого открытия Отто Струве в 1871 году постулировал, что четвертый, невидимый компонент обращается вокруг ζ2 Cnc и влияет на движение третьей компоненты. Так как тусклая четвертая компонента ζ Cnc Cb обращается в непосредственной близости от ζ Cnc Ca, её смогли обнаружить только в 2000 году с использованием инструментов с адаптивной оптикой. Путем соотнесения спектрального класса компоненты ζ Cnc Cb с её наблюдаемой светимостью и массой, было определено, что она является тесной спектрально-двойной звездой, которую составляют два красных карлика. В ходе покрытия Тегмена Луной также наблюдались признаки наличия шестой компоненты системы, которая обращается в непосредственной близости от ζ Cnc Ca, но её открытие на 2019 год остается неподтвержденным.

## Характеристики системы
Все звёзды кратной системы Тегмена принадлежат главной последовательности, его систему составляют следующие компоненты: тесная пара желто-белых карликов спектральных классов F2 и F7, желтый карлик спектрального класса G0 и два более тусклых компонента. Тегмен или ζ Cnc A, является основной звездой системы, имеет массу 1.28 MSun и светимость 3,5 LSun. Вторая компонента ζ Cnc B обращается вокруг ζ Cnc A с периодом 59,6 лет на удалении 1".
Третья компонента ζ2 Cnc является тройной звездой, которая обращается вокруг центральной пары с периодом 1100 лет на удалении 5,06" или 130 а.е.. Основная компонента ζ Cnc Сa является звездой, схожей с Солнцем, но несколько превосходит его по яркости (1,7 LSun) и по массе (1,15 MSun). Компонента ζ Cnc Сb обращается вокруг ζ Cnc Сa с периодом 20 лет на удалении 0,4" или 10 а.е. Орбита ζ Cnc Сb обладает значительным эксцентриситетом, который составляет не менее 0.12.
Четвертая компонента ζ Cnc Сb является тесной спектрально-двойной звездой, которая состоит из двух красных карликов спектрального класса M0 одинакового размера, более подробные данные по характеристикам компонент ζ Cnc Сb1 и ζ Cnc Сb2 на 2019 год отсутствуют.